# Jangsu od Goguryeoa
Kralj Jangsu od Goguryeoa (394. – 491.) (vl. 413. – 491.) bio je 20. monarh države Goguryeo, najsjevernijeg od Tri kraljevstva Koreje. Rodio se kao najstariji sin kralja Gwanggaetoa Velikog, postavši njegov krunski prijestolonasljednik godine 408. i kralj nakon očeve smrti 413. godine. Jangusova vladavina je trajala gotovo 78 godina, i obilježena je uspješnim nastojanjima da se na temelju očevih vojničkih uspjeha Goguryeo prometne u velesilu Istočne Azije. Jangsu je tako godine 438. pokorio Xianbei, državu Sjeverni Yan te uspješno diplomatski manevrirao između suparničkih carskih dinastija u Kini. Godine 475. je izveo uspješni pohod na državu Baekje prilikom koga je ubijen kralj Gaero i državi Goguryeo pripojeno strateški važno područje doline Hana.  Njegova vladavina, tokom koje je sagrađena znamenita Gwanggaetova stela, se često navodi kao zlatno doba države Goguryeo. Naslijedio ga je unuk Munjameyong.